# All Around Me
«All Around Me» —en español: «A mi alrededor»— es el tercer sencillo de la banda estadounidense Flyleaf incluido en su álbum debut homónimo  Flyleaf. Fue lanzado como sencillo a mediados de 2007, y se convirtió en éxito en las radios de rock moderno de los Estados Unidos. Llegó a ingresar en las listas de popularidad, donde logró la ubicación # 40 en el Billboard Hot 100. La canción apareció en más de 40 canales y 20 radios el mismo día que salió el sencillo, en el 2010 la canción recibió certificado platino por vender más de 1 000 000 copias, hasta el momento es la canción más famosa de Flyleaf.

## Video musical
El video de la canción fue dirigido por Paul Fedor y es el cuarto video musical de la banda. En él, la banda está vestida de blanco, excepto el cantante Lacey Mosley, que lleva un vestido gris. Las paredes tienen diferentes colores de pintura corriendo por ellos y más tarde en el video la pintura cae sobre ellos. Al comienzo es de color blanco y al transcurrir el video se va tornando en rojo, amarillo, azul, verde y negro. 

## Significado de la canción
"Es una canción acerca de el encuentro con Dios. Me acuerdo de estar mirando un puñado de personas en MySpace y cuando mire "A quien te gustaría conocer" la respuesta número uno escogida era Dios. Pienso en esto...No sé cuantas veces experimente algo donde senti que Dios se reveló y me Salvó o me Amó , sin motivos a veces. Por eso canto esta canción, La Canto a Dios. Realmente también es intima, podes pensar en ella como una relación entre dos personas enamoradas, también . Nunca la pensé en esa forma, pero lo que es buenísimo sobre esto es que hay paralelas en todas partes..en todo en la vida. Pienso que eso es algo que Dios nos quiere Comunicar, que Él nos da relaciones así , una intimidad así"- Lacey

## Lista de canciones
iTunes Version
1. «All Around Me» - 3:18
2. «All Around Me» (versión acústica) - 3:20
3. «Do You Hear What I Hear» - 2:58

## Posicionamiento en listas
| Lista (2007)                            | Mejor posición |
| --------------------------------------- | -------------- |
| Estados Unidos (Mainstream Rock Tracks) | 20             |
| Estados Unidos (Modern Rock Tracks)     | 6              |
| Lista (2008)                            | Mejor posición |
| Estados Unidos (Billboard Hot 100)      | 40             |
| Estados Unidos (Pop 100)                | 17             |
| Estados Unidos (Top 40 Mainstream)      | 12             |
| Estados Unidos (Adult Top 40)           | 23             |

## Otras versiones
- David Crowder Band grabó una versión de esta canción en su álbum Church Music.
- Skillet hace un cover en sus presentaciones en vivo.